# Religioni in Portogallo
Il cristianesimo è la religione più diffusa in Portogallo. Secondo il censimento del 2011 (l'ultimo effettuato) i cristiani rappresentano l'84,3% della popolazione e sono in maggioranza cattolici (l'81% della popolazione); circa il 7% della popolazione non segue alcuna religione, circa lo 0,7% della popolazione segue altre religioni e la restante parte della popolazione (circa l'8%) non specifica la propria affiliazione religiosa.Stime dell'Association of Religion Data Archives (ARDA) riferite al 2015 danno i cristiani all'88,5% circa della popolazione, i musulmani allo 0,5% circa della popolazione, i buddhisti allo 0,6% della popolazione e coloro che non seguono alcuna religione all'8% circa, mentre la restante parte della popolazione seguirebbe altre religioni.
La costituzione riconosce la libertà religiosa e proibisce le discriminazioni religiose. Le organizzazioni religiose devono registrarsi per potere ottenere contributi e agevolazioni fiscali, esercitare assistenza religiosa in carceri, ospedali e Forze armate e fornire insegnanti di religione alla scuola pubblica. Nelle scuole pubbliche è previsto l'insegnamento delle religioni mondiali; è possibile attivare corsi integrativi specifici su una religione con un minimo di dieci alunni. Nelle scuole private i corsi di religione devono seguire i programmi statali, ma ogni scuola può attivare a propria cura corsi integrativi in qualsiasi religione senza oneri per lo stato.

## Religioni presenti

### Cristianesimo
Secondo il censimento del 2011, la maggioranza dei cristiani portoghesi sono cattolici (l'81% della popolazione), mentre le altre forme del cristianesimo sono seguite dal 3,3% della popolazione.
La Chiesa cattolica è presente in Portogallo con 3 sedi metropolitane e 21 diocesi suffraganee. 
La Chiesa ortodossa è presente in Portogallo con la Chiesa greco-ortodossa, la Chiesa ortodossa russa, la Chiesa ortodossa serba, la Chiesa ortodossa rumena e la Chiesa ortodossa bulgara. Gli ortodossi portoghesi sono in maggioranza immigrati da Paesi dell’Europa orientale e secondo i dati del censimento del 2011 sono 56.000 individui (circa lo 0,5% della popolazione). 
Fra i gruppi protestanti presenti in Portogallo, le più antiche denominazioni sono la Chiesa evangelica presbiteriana del Portogallo (fondata nel 1870 ed espressione del movimento presbiteriano) e la Chiesa lusitana cattolica apostolica evangelica, che appartiene alla Comunione anglicana ed è stata fondata nel 1880. Altri gruppi presenti sono i metodisti, i congregazionalisti, i luterani, i battisti, gli avventisti del settimo giorno e i pentecostali. 
Fra i cristiani di altre denominazioni, sono presenti i Testimoni di Geova, la Chiesa di Gesù Cristo dei Santi degli Ultimi Giorni (i Mormoni) e la Chiesa neo-apostolica.

## Islam
La religione islamica è arrivata in Portogallo attraverso gli immigrati provenienti principalmente dalle ex colonie come la Guinea-Bissau e il Mozambico.  I musulmani presenti nel Paese sono in maggioranza sunniti, con una minoranza di sciiti nizariti e un piccolo gruppo di ahmadiyya.

### Altre religioni
In Portogallo sono presenti gruppi di ebrei, buddhisti, induisti, sikh, bahai e piccoli gruppi che seguono la religione popolare cinese.